# Prix spiritualités d'aujourd'hui
 (février 2017).
Si vous disposez d'ouvrages ou d'articles de référence ou si vous connaissez des sites web de qualité traitant du thème abordé ici, merci de compléter l'article en donnant les références utiles à sa vérifiabilité et en les liant à la section « Notes et références ».
Le prix spiritualités d'aujourd'hui a été créé en 2000 par le Centre méditerranéen de littérature sous la présidence fondatrice d’André Chouraqui. Il vise à récompenser des représentants de sensibilités et de courants divers et à favoriser le dialogue entre ces courants.

## Lauréats
- 2019: Grand Rabbin Alexis Blum, Mgr Claude Dagens et Dr Waleed El Ansary pour Connaître la Religion de l’Autre, Parole et Silence
- 2017[2] : Cardinal Robert Sarah et Nicolas Diat pour La force du silence, Fayard
- 2016[3] : Jean-Christian Petitfils, Dictionnaire amoureux de Jésus. Éditions Plon

Prix Spiritualités d’aujourd’hui du roman : Julien Delmaire, Frère des astres. Éditions Grasset
Prix spécial du jury : Joseph Marty, Christianisme et cinéma. Domini université, coédité avec les Presses Universitaires de l’Institut Catholique de Toulouse.
Coup de cœur du jury : Jean Witt, A l'écoute de ton visage : l'ultime accompagnement d'une malade d'Alzheimer. Éditions Desclée de Brouwer
- 2015[4],[5] : Marion Muller-Colard, L'autre Dieu. Labor et Fides et Alexis Jenni, Son visage et le tien. Éditions Albin Michel

Prix spécial du jury : Andrea Riccardi, Mgr Jean-Michel Di Falco et Timothy Radcliffe, Livre noir de la condition des chrétiens dans le monde. XO éditions
Mentions spéciales du jury : P. Matthieu Dauchez pour Plus fort que les ténèbres Éditions Artège et à Suzanne Giuseppi-Testut, François d’Assise, le prophète de l’extrême Éditions Nouvelle Cité
- 2014[6] : Abd Al Malik, L’islam au secours de la République. Éditions Flammarion et Michel Delpech, J’ai osé Dieu. Presses de la Renaissance
- 2013[7] : Fabrice Hadjadj, Comment parler de Dieu aujourd'hui : anti-manuel d'évangélisation. Éditions Salvator
- 2012[8] : Alexandre Adler, Le Peuple monde : destins d'Israël. Éditions Albin Michel
- 2011[9] : Henry Quinson, Secret des hommes, secret des dieux. Presses de la Renaissance
- 2010 : Xavier Emmanuelli, Au seuil de l'éternité. Éditions Albin Michel
- 2009 : Jordi Savall, Montserrat Figueras Jérusalem. Éditions Alia Vox
- 2008 : Gilles Bernheim et le cardinal Philippe Barbarin, Le Rabbin et le cardinal : Un dialogue judéo-chrétien d'aujourd'hui. Éditions Stock
- 2007 : François Cheng, Cinq méditations sur la beauté. Éditions Albin Michel
- 2006 : Andrea Riccardi, L'Étonnante Modernité du christianisme. Presses de la Renaissance
- 2006 : Andrea Riccardi, La Paix préventive : Raisons d'espérer dans un monde de conflits. Éditions Salvator
- 2005 : Jean Mouttapa, Un Arabe face à Auschwitz. Éditions Albin Michel
- 2004 : Guy Gilbert, L'Évangile selon Saint Loubard. Éditions Philippe Rey
- 2003 : Emile Shoufani, Comme un veilleur attend la paix. Éditions Albin Michel
- 2002 : Régis Debray, Dieu, un itinéraire. Éditions Odile Jacob
- 2001 : Timothy Radcliffe, Je vous appelle amis. Éditions du Cerf
- 2000 : Dalaï-Lama Tenzin Gyatso, Howard Cutler, L'Art du bonheur. Éditions Robert Laffont